# 켈트 음악

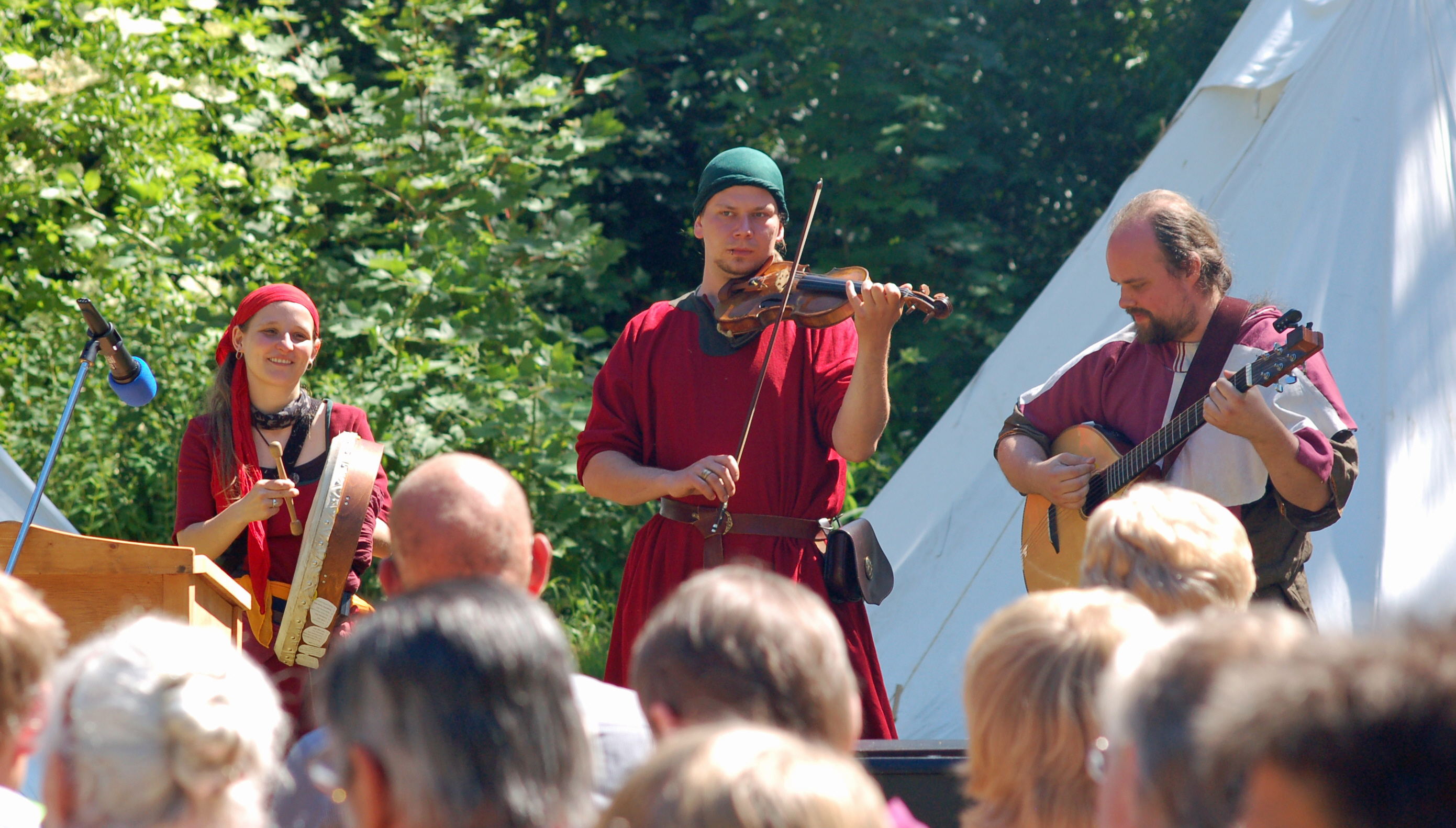

켈트 음악(Celtic music)은 켈트 문화권인 아일랜드, 스코틀랜드, 웨일스, 콘월, 브르타뉴, 갈리시아에서 불리고, 연주되는 음악을 뜻한다. 잔잔한 선율로 꾸밈음이 많지 않은 단조로운 음들과 포크댄스를 출 것만 같은 경쾌한 선율 등 두 가지의 큰 분류로 나뉜다. 민족 음악의 색이 강한 것이 특징이다.

## 종류
- 아일랜드 음악
- 스코틀랜드 음악
- 콘월 음악
- 웨일스 음악
- 브르타뉴 음악
- 갈리시아 음악

## 악기 구성
- 하프(harp)
- 틴 휘슬(tin whistle)
- 백 파이프(bagpipe)
- 보란(bodhran)
- 본즈(bones)
- 일리언 파이프(Uilleann Pipes)
- 클라삭(Clarsch)[2]
- 아이리쉬 플루트(lrish flute)
- 콘서티나(concertina)
- 기타
- 만돌린
- 밴조
- 바이올린

이것은 정통 켈트 포크 음악에 쓰이는 악기들이고, 다른 장르와 결합한 경우는 그 장르의 악기가 쓰인다.

## 음악가

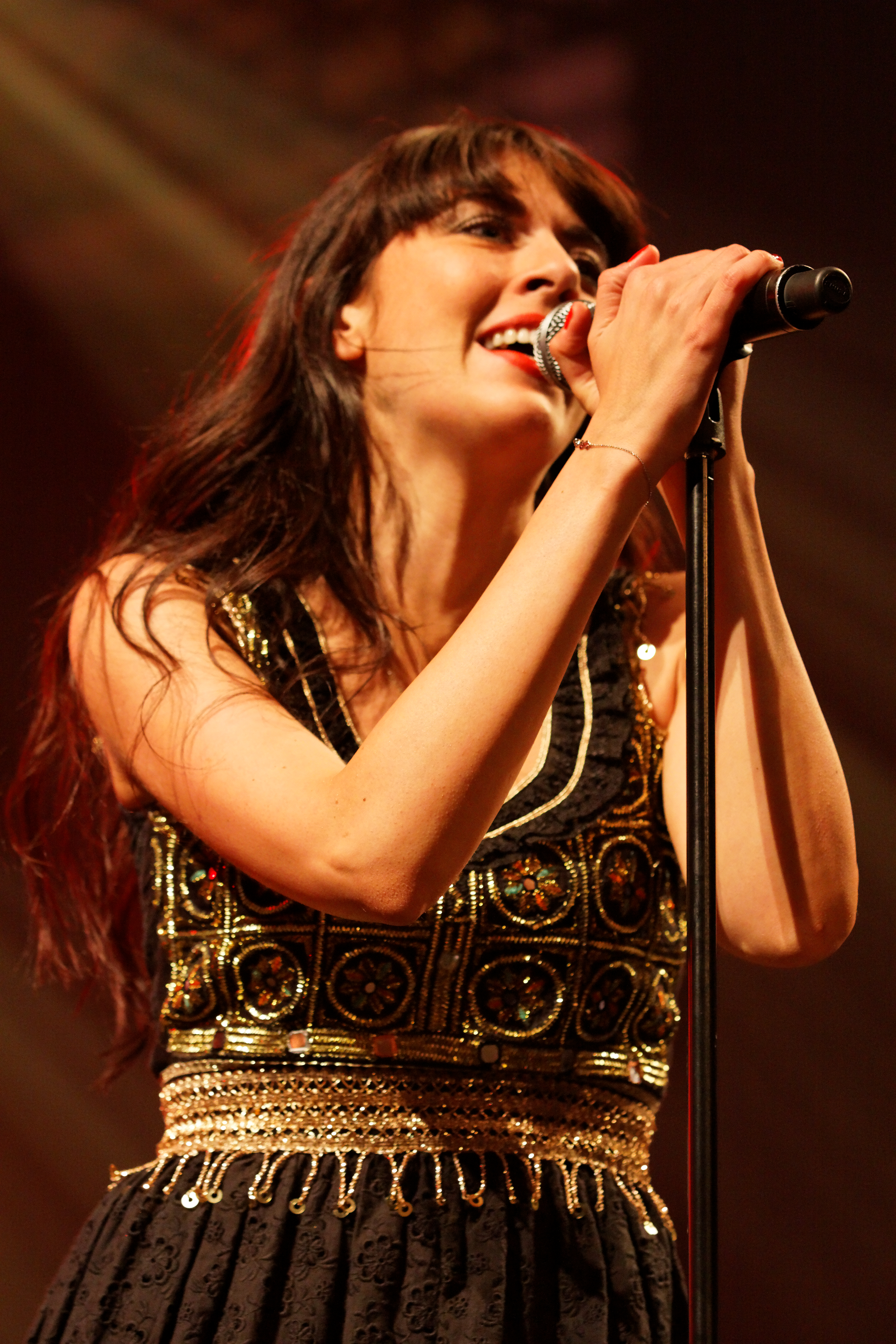
놀웬 르루아 (Nolwenn Leroy)

- 더 클랜시 브라더스-포크
- 더 더블리너스-포크
- 더 코리스-포크
- 더 매컬먼스-포크
- 켈틱 우먼-팝
- 클라나드-뉴에이지
- 코어즈-록, 팝
- 놀웬 르루아-팝
- 웨스트라이프-팝
- U2-록
- 더 포그스-록
- 크랜베리스-록
- 런리그-록

## 같이 보기
- 스코틀랜드의 음악